# Walerija Gołubcowa
Walerija Aleksiejewna Gołubcowa (ros. Валерия Алексеевна Голубцова, ur. 2 maja?/15 maja 1901 w Niżnym Nowogrodzie, zm. 20 października 1987 w Moskwie) – radziecka uczona, dyrektor (rektor) Moskiewskiego Instytutu Energetycznego w latach 1943–1952. Doktor nauk technicznych, profesor.
Żona Gieorgija Malenkowa, który w 1953 był sekretarzem generalnym KC KPZR i do 1955 przewodniczącym Rady Ministrów ZSRR, a tym samym Walerija Gołubcowa była pierwszą damą ZSRR w roku 1953.

## Życiorys
Urodziła się w Niżnym Nowogrodzie w rodzinie nauczyciela korpusu kadetów, radcy stanu Aleksieja Gołubcowa (1852–1924) i Olgi Niewzorowej, która pochodziła ze starej rosyjskiej rodziny szlacheckiej. Starsze siostry jej matki to słynne „siostry Niewzorowe” (Zinaida, Zofia i Awgustina) – towarzyszki  Włodzimierza Lenina w kręgach rewolucyjnych w latach 90. XIX wieku. W 1899 roku Zinaida Niewzorowa poślubiła Gleba Krzyżanowskiego, który w latach 20. XX wieku stanął na czele Komisji GOELRO.
Gołubcowa miała czworo rodzeństwa: Ludmiłę, Walerię, Romana, Wiaczesława (później profesora w Moskiewskim Instytucie Energetycznym, członka korespondenta Akademii Nauk ZSRR) i Elenę.
W 1917 roku Waleria Aleksiejewna ukończyła szkołę średnią w Niżnym Nowogrodzie, a następnie kursy biblioteczne. Od 1920 roku, w czasie wojny domowej, pracowała jako bibliotekarka na froncie turkiestańskim, w pociągu agitacyjnym brygady kawalerii, której komisarzem był Gieorgij Malenkow. W 1920 roku wyszła za niego za mąż (do końca życia zachowując nazwisko panieńskie) i wstąpiła do RKP(b).
Po przeprowadzce do Moskwy w 1921 roku Gołubcowa otrzymała pracę w Wydziale Organizacyjnym Komitetu Centralnego RKP(b) i otrzymała osobny pokój w dawnym hotelu Łoskutnaja przy ulicy Twerskiej, centrum moskiewskiej komunistycznej bohemy. Jej mąż rozpoczął naukę w Moskiewskiej Wyższej Szkole Technicznej im. N.E. Baumana (para postanowiła ukończyć instytut jedno po drugim). W latach 1928–1930 Gołubcowa pracowała jako normalizator produkcji w Moskiewskiej Fabryce Lamp Metalowych.
W 1930 roku, pod kierownictwem organizacji partyjnej, Gołubcowa wstąpiła do Moskiewskiego Instytutu Energetycznego, gdzie będąc jeszcze studentką, objęła stanowisko sekretarza organizacji uczelnianej WKP(b). Po ukończeniu instytutu w 1934 roku pracowała jako inżynier w zakładach Dynamo (do 1936).
W 1936 roku rozpoczęła studia podyplomowe w Moskiewskim Instytucie Energetycznym, ale w 1938 roku musiała przerwać naukę ze względu na narodziny dwóch synów.
Podczas II wojny światowej w 1941 roku Gołubcowa została ewakuowana wraz z rodziną do Kujbyszewa, gdzie pracowała jako instruktorka w Kujbyszewskim Komitecie Obwodowym WKP (b) odpowiedzialnym za przemysł lotniczy i elektrotechniczny. Za swoją pracę polegającą na szybkim uruchamianiu ewakuowanych fabryk, awaryjnym instalowaniu i uruchamianiu linii produkcyjnych oraz realizacji planu pomimo wszelkich przeciwności Gołubcowa została odznaczona Orderem Czerwonego Sztandaru Pracy oraz Orderem Czerwonej Gwiazdy.

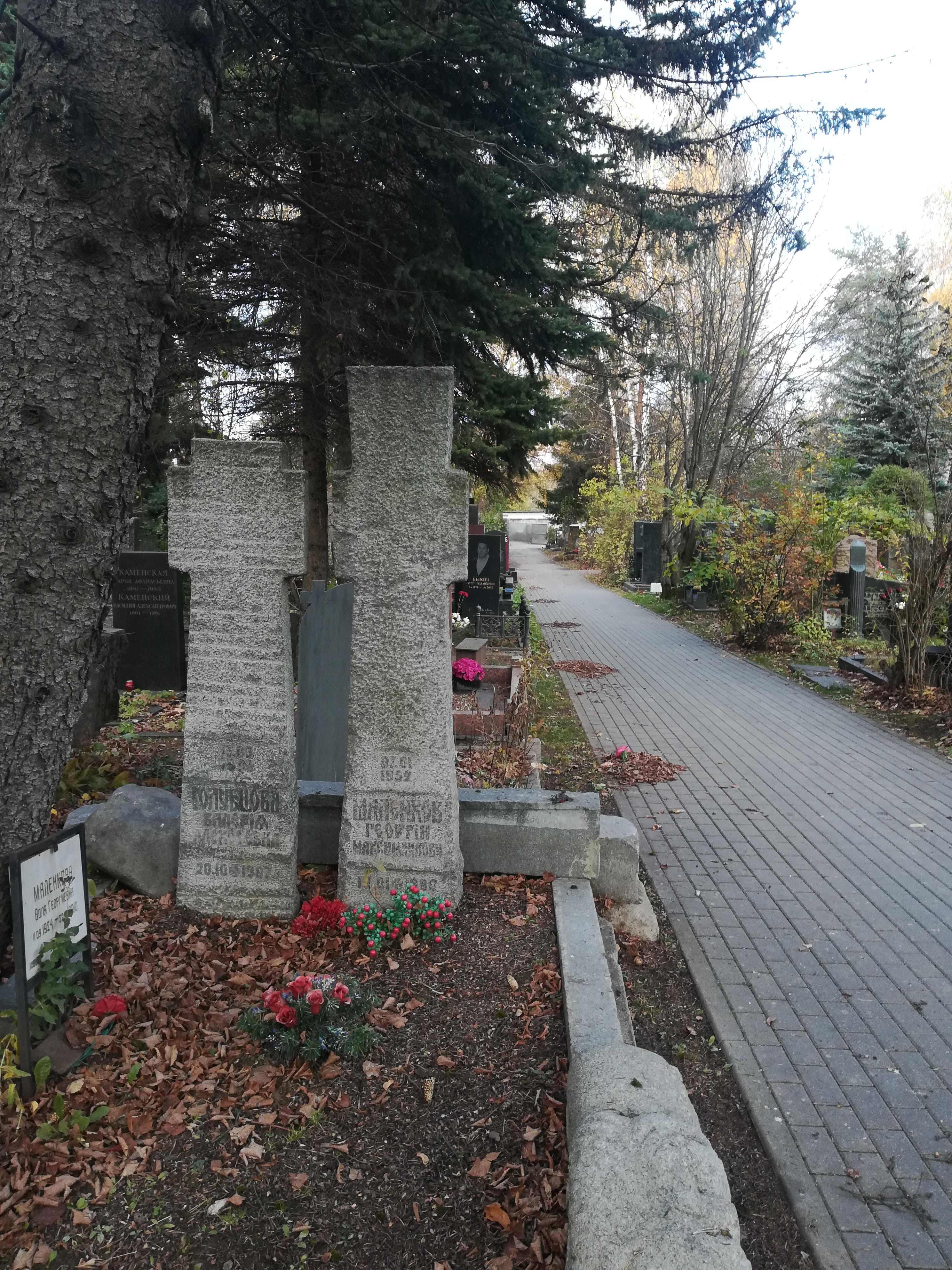
Grób małżonków Gieorgija Malenkowa i Waleriji Gołubcowej na Cmentarzu Kuncewskim

W 1942 roku wróciła do Moskwy. 3 czerwca 1943 roku została mianowana dyrektorem (rektorem) Moskiewskiego Instytutu Energetycznego im. W. M. Mołotowa. Pełniła tę funkcję do 4 stycznia 1952 roku, kiedy to z powodu ciężkiej choroby została zmuszona do rezygnacji ze stanowiska i poświęciła się pracy naukowej. Od 1953 roku zastępca dyrektora Instytutu Historii Przyrody i Techniki. W 1955 roku obroniła rozprawę doktorską na temat historii rozwoju techniki kablowej w ZSRR, a następnie otrzymała tytuł naukowy profesora w Katedrze Elektrotechniki Ogólnej.
Po usunięciu męża ze wszystkich stanowisk partyjnych i rządowych w 1957 roku udała się za nim na zesłanie do Ust-Kamienogorska, a później do Jekybastuz. Po śmierci teściowej w 1968 roku wraz z mężem przeprowadziła się do wsi Udielnaja w obwodzie moskiewskim, do domu, który zaprojektowała sama Gołubcowa. W 1971 roku przyznano jej emeryturę osobistą o charakterze związkowym.
Od 1973 roku mieszkała z mężem w Moskwie, przy ul. Siniczkina 2. W 1980 roku, na polecenie Jurija Andropowa przydzielono im dwupokojowe mieszkanie przy nabrzeżu Frunzenskim, gdzie małżeństwo spędziło ostatnie lata swojego życia.
Została pochowana wraz z mężem na Cmentarzu Kuncewskim w Moskwie.